# Dmitri Chevtchenko (athlétisme)
Ne doit pas être confondue avec Dmitri Chevtchenko, escrimeur russe
Pour les articles homonymes, voir Chevtchenko.
Dmitri Chevtchenko, en russe : Дмитрий Шевченко (né le 13 mai 1968 à Taganrog) est un athlète russe, anciennement soviétique, spécialiste du lancer de disque. Il fut suspendu deux ans pour dopage, de 1996 à 1997.

## Carrière

### Palmarès
| Date                                                       | Compétition                                    | Lieu                                           | Résultat                                       | Performance                                    |
| En tant que représentant de l'Union soviétique             | En tant que représentant de l'Union soviétique | En tant que représentant de l'Union soviétique | En tant que représentant de l'Union soviétique | En tant que représentant de l'Union soviétique |
| ---------------------------------------------------------- | ---------------------------------------------- | ---------------------------------------------- | ---------------------------------------------- | ---------------------------------------------- |
| 1991                                                       | Championnats du monde                          | Tokyo                                          | 7e                                             | 62,90 m                                        |
| En tant que représentant de la Équipe unifiée de l’ex-URSS |                                                |                                                |                                                |                                                |
| 1992                                                       | Jeux olympiques d'été                          | Barcelone                                      | 8e                                             | 61,78 m                                        |
| En tant que représentant de la Russie                      |                                                |                                                |                                                |                                                |
| 1993                                                       | Championnats du monde                          | Stuttgart                                      | 2e                                             | 66,90 m                                        |
| 1994                                                       | Championnats d'Europe                          | Helsinki                                       | 2e                                             | 64,56 m                                        |
| 1994                                                       | Goodwill Games                                 | Saint-Pétersbourg                              | 1er                                            | 64,68 m                                        |
| 1995                                                       | Championnats du monde                          | Göteborg                                       | 8e                                             | 63,18 m                                        |
| 1998                                                       | Goodwill Games                                 | Uniondale                                      | 1er                                            | 64,81 m                                        |
| 1998                                                       | Championnats d'Europe                          | Budapest                                       | —                                              | Sans performance                               |
| 2000                                                       | Jeux olympiques d'été                          | Atlanta                                        | 11e                                            | 62,82 m                                        |
| 2001                                                       | Championnats du monde                          | Edmonton                                       | 4e                                             | 66,55 m                                        |
| 2002                                                       | Championnats d'Europe                          | Munich                                         | 6e                                             | 63,97 m                                        |
| 2003                                                       | Championnats du monde                          | Paris                                          | 10e                                            | m                                              |

### Records
| Épreuve          | Performance | Lieu      | Date       |
| ---------------- | ----------- | --------- | ---------- |
| Lancer du disque | 70,54 m     | Krasnodar | 7 mai 2002 |
| Lancer du poids  | 17,94 m     | Inconnu   | 1999       |